# La Question Finkler
La Question Finkler (The Finkler Question) est un roman de 2010 écrit par l'auteur britannique Howard Jacobson. Le roman a remporté le prix Booker en 2010.